# Peritrox perbra
Peritrox perbra är en skalbaggsart som beskrevs av Dillon 1945. Peritrox perbra ingår i släktet Peritrox och familjen långhorningar. Inga underarter finns listade i Catalogue of Life.